# Stefan Kießling
Stefan Kießling (sinh ngày 25 tháng 1 năm 1984) là một cựu cầu thủ bóng đá người Đức chơi ở vị trí tiền đạo. Anh từng chơi cho Bayer Leverkusen.
Anh có trận ra mắt trong màu áo đội tuyển Đức trong trận giao hữu gặp Đan Mạch. Anh là cầu thủ ghi nhiều bàn thứ ba ở cúp UEFA 2007-08, sau Luca Toni và Pavel Pogrebnyak với cùng 7 bàn.

## Sự nghiệp

### Nurnberg
Kießling bắt đầu sự nghiệp thi đấu chuyên nghiệp cùng Nuremberg khi được đôn lên từ đội trẻ - mặc dù trước đó anh là thành viên của đội trẻ Eintracht Bamberg.Anh có trận ra mắt vào năm 2001, sau đó có 73 trận ra sân cho đội bóng với 15 bàn thắng. 

### Leverkusen
Màn trình diễn của anh đã thu hút sự chú ý của Bayer Leverkusen và anh được đội bóng đang chơi ở Bundesliga mua về vào năm 2006.Kể từ khi gia nhập anh đã gây được ấn tượng, ghi 25 bàn trong 80 trận ở giải quốc nội.Hiện nay, anh đang là một trong số cầu thủ ghi nhiều bàn nhất ở Bundesliga với 12 bàn ở Bundesliga 2008-09, 8 bàn ít hơn đối tác trên hàng công Patrick Helmes.

## Thống kê sự nghiệp

### Câu lạc bộ
Tính đến 12 tháng 12 năm 2015
| Câu lạc bộ          | Mùa giải            | Bundesliga          | Bundesliga | Bundesliga | DFB-Pokal | DFB-Pokal | châu Âu | châu Âu | Khác1 | Khác1 | Tổng cộng | Tổng cộng |
| Câu lạc bộ          | Mùa giải            | Bundesliga          | Trận       | Bàn        | Trận      | Bàn       | Trận    | Bàn     | Trận  | Bàn   | Trận      | Bàn       |
| ------------------- | ------------------- | ------------------- | ---------- | ---------- | --------- | --------- | ------- | ------- | ----- | ----- | --------- | --------- |
| Nürnberg            | 2002–03             | Bundesliga          | 1          | 0          | 0         | 0         | —       | —       | —     | —     | 1         | 0         |
| Nürnberg            | 2003–04             | 2. Bundesliga       | 14         | 2          | 0         | 0         | —       | —       | —     | —     | 14        | 2         |
| Nürnberg            | 2004–05             | Bundesliga          | 27         | 3          | 2         | 1         | —       | —       | —     | —     | 29        | 4         |
| Nürnberg            | 2005–06             | Bundesliga          | 31         | 10         | 2         | 1         | —       | —       | —     | —     | 33        | 11        |
| Nürnberg            | Tổng cộng           | Tổng cộng           | 73         | 15         | 4         | 2         | —       | —       | —     | —     | 77        | 17        |
| Bayer Leverkusen    | 2006–07             | Bundesliga          | 32         | 8          | 1         | 0         | 10      | 0       | 1     | 0     | 44        | 8         |
| Bayer Leverkusen    | 2007–08             | Bundesliga          | 31         | 9          | 1         | 0         | 12      | 7       | —     | —     | 44        | 16        |
| Bayer Leverkusen    | 2008–09             | Bundesliga          | 34         | 12         | 6         | 2         | —       | —       | —     | —     | 40        | 14        |
| Bayer Leverkusen    | 2009–10             | Bundesliga          | 33         | 21         | 2         | 0         | —       | —       | —     | —     | 35        | 21        |
| Bayer Leverkusen    | 2010–11             | Bundesliga          | 22         | 7          | 1         | 2         | 6       | 0       | —     | —     | 29        | 9         |
| Bayer Leverkusen    | 2011–12             | Bundesliga          | 34         | 16         | 1         | 0         | 8       | 1       | —     | —     | 43        | 17        |
| Bayer Leverkusen    | 2012–13             | Bundesliga          | 34         | 25         | 3         | 1         | 6       | 1       | —     | —     | 43        | 27        |
| Bayer Leverkusen    | 2013–14             | Bundesliga          | 32         | 15         | 4         | 2         | 7       | 2       | —     | —     | 43        | 19        |
| Bayer Leverkusen    | 2014–15             | Bundesliga          | 34         | 9          | 3         | 6         | 10      | 4       | —     | —     | 47        | 19        |
| Bayer Leverkusen    | 2015–16             | Bundesliga          | 16         | 3          | 2         | 2         | 5       | 0       | —     | —     | 23        | 5         |
| Bayer Leverkusen    | Tổng cộng           | Tổng cộng           | 302        | 125        | 24        | 15        | 64      | 15      | 1     | 0     | 392       | 155       |
| Tổng cộng sự nghiệp | Tổng cộng sự nghiệp | Tổng cộng sự nghiệp | 385        | 139        | 28        | 17        | 64      | 15      | 1     | 0     | 468       | 172       |

- 1.^ Bao gồm DFB-Ligapokal.

### Đội tuyển quốc gia
Tính đến 29 tháng 9 năm 2013
| Đức       | Đức  | Đức |
| Năm       | Trận | Bàn |
| --------- | ---- | --- |
| 2007      | 1    | 0   |
| 2009      | 2    | 0   |
| 2010      | 3    | 0   |
| Tổng cộng | 6    | 0   |